# یکو میتا
یکو میتا (انگلیسی: Yūko Mita; ۱۴ اوت ۱۹۵۴ – ) صداپیشه، و بازیگر اهل ژاپن بود.